# Héctor Lastra
Héctor Lastra ( Buenos Aires, Argentina, 1943 - ibdídem, 16 de julio de 2006 ) fue un intelectual argentino, que se destacó en el campo de la literatura. 

## Obras
El escritor inicia su camino con la publicación en 1965 de la antología Cuentos de mármol y hollín, a la que sigue De tierra y escapularios en 1969. Después, habría de esperar hasta 1973 para que viera publicada su primera novela, La boca de la ballena, que narra la historia de un joven homosexual de familia terrateniente empobrecida, la cual fue censurada el año de su publicación, 1973 aunque, curiosamente, también fue premiada por el mismo gobierno municipal que la había prohibido. Ya en 1996 publica Fredi, la historia de un delincuente de poca monta. 
Su cuento En la recova fue uno de los relatos en que basó el guion del filme Dale nomás (1974) de Osiris Wilemsky.
La obra de Lastra está marcada por el realismo y por la crítica social.

## Desarrollo profesional
Héctor Lastra, como miembro de la Sociedad Argentina de Escritores, daba talleres literarios dependientes de esa asociación. También solía escribir colaboraciones para distintos suplementos culturales de un periódico de Buenos Aires.

## Compromiso político
El escritor formaba parte de la mesa directiva de la Asamblea Permanente por los Derechos Humanos.